# Смородино (Тульская область)
Смородино — село в Узловском районе Тульской области России.
В рамках административно-территориального устройства является центром Смородинской сельской администрации Узловского района, в рамках организации местного самоуправления является центром Смородинского сельского поселения.

## География
Расположено в 10 км к юго-востоку от железнодорожной станции Узловая I (города Узловая).

## Население
| 2002 | 2010 |
| ---- | ---- |
| 1005 | ↘884 |

Население — 884 чел. (2010).